# Паника 1857 года

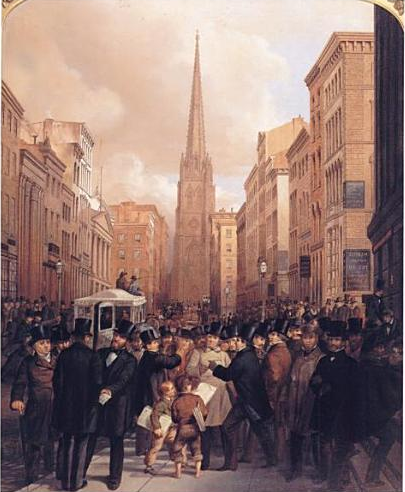
Картина, изображающая Уолл-стрит во время паники

Паника 1857 года (англ. Panic of 1857) — финансовый кризис в США, вызванный спадом мировой экономики и чрезмерным расширением внутренних экономических отношений. Из-за изобретения телеграфа Сэмюэлем Морзе в 1844 году, паника 1857 года быстро распространилась по всей территории Соединённых Штатов. Кроме того, к 1850-м годам мировая экономика стала более взаимозависимой, что сделало панику первым мировым экономическим кризисом. 
До паники американская экономика быстро росла на фоне приобретения новых территорий по итогам американо-мексиканской войны и последующего открытия залежей золота в Калифорнии, что стимулировало строительство железных дорог. На фоне процветания многие банки, торговцы и фермеры воспользовались возможностью рискнуть своими инвестициями, и, как только рыночные цены начали падать, они быстро ощутили последствия паники. За кризисом стоял целый ряд причин: после окончания Крымской войны российское зерно вернулось на рынки западной Европы, что привело к спаду спроса на американские зерновые. Как следствие, уменьшилась прибыль фермеров США, многие из которых имели долги перед торговцами и банкирами. Также в Америке наблюдался торговый дисбаланс, так как импорт превышал экспорт, что означало отток золота из страны. В середине 1857 года банки попытались пополнить свои золотые запасы, подняв процентные ставки. Первым очевидным признаком предстоящих трудностей стал крах «Ohio Life Insurance and Trust Company» в конце августа 1857 года. После этого паника быстро распространилась, вызвав разорение предприятий и финансовый упадок. Безработица на американском северо-востоке и среднем западе резко возросла. К концу октября на Манхэттене и Бруклине без работы осталось 100 тысяч человек, что привело к волнениям в городе.
К концу года большая часть кризиса миновала, но для полного восстановление понадобилось ещё несколько лет. Некоторые инвесторы, такие как Мозес Тейлор и Корнелиус Вандербильт сумели воспользоваться кризисом для расширения своих финансовых вложений. Паника способствовала увеличению разрыва между экономическими интересами северных и южных штатов.